# إيملي وليامز
إيملي وليامز (بالإنجليزية: Emily Williams)‏ هي مغنية وكاتبة غنائية أسترالية، ولدت في 8 أكتوبر 1984 في أوكلاند في نيوزيلندا.

## وصلات خارجية
- الموقع الرسمي